# Augusto Cochrane de Alencar
Augusto Cochrane de Alencar (Rio de Janeiro, 25 de abril de 1865 – 30 de junho de 1927) foi um político e diplomata brasileiro.[carece de fontes?]

## Biografia
Casado com de Adele de Alencar. Foi pai de José Cochrane de Alencar (nascido em Berlim, em 1898).
Filho de José de Alencar e de Georgiana Augusta Cochrane de Alencar.
Formado em Direito, pela Faculdade de Direito de São Paulo (SP), em 1888. Diplomata desde 1890. Distinguiu-se durante a presidência de Floriano Peixoto pelos serviços prestados em Montevidéu, como Encarregado de Negócios (1895). Embaixador em Washington (Estados Unidos), em 1919.
Foi subsecretário de Estado para as Relações Exteriores durante o governo de Delfim Moreira (1918-1919).
Foi ministro interino das Relações Exteriores no governo Epitácio Pessoa, de 27 a 29 de julho de 1919.
Foi embaixador do Brasil nos Estados Unidos, de 1920 a 1924.